# مهبل اصطناعي
المهبل الاصطناعي هو جهاز مصمم لمحاكاة المهبل الحقيقي للأناث، وهو يستخدم لأغراض البحث الطبي، وتربية الحيوانات، أو للإثارة الجنسية.

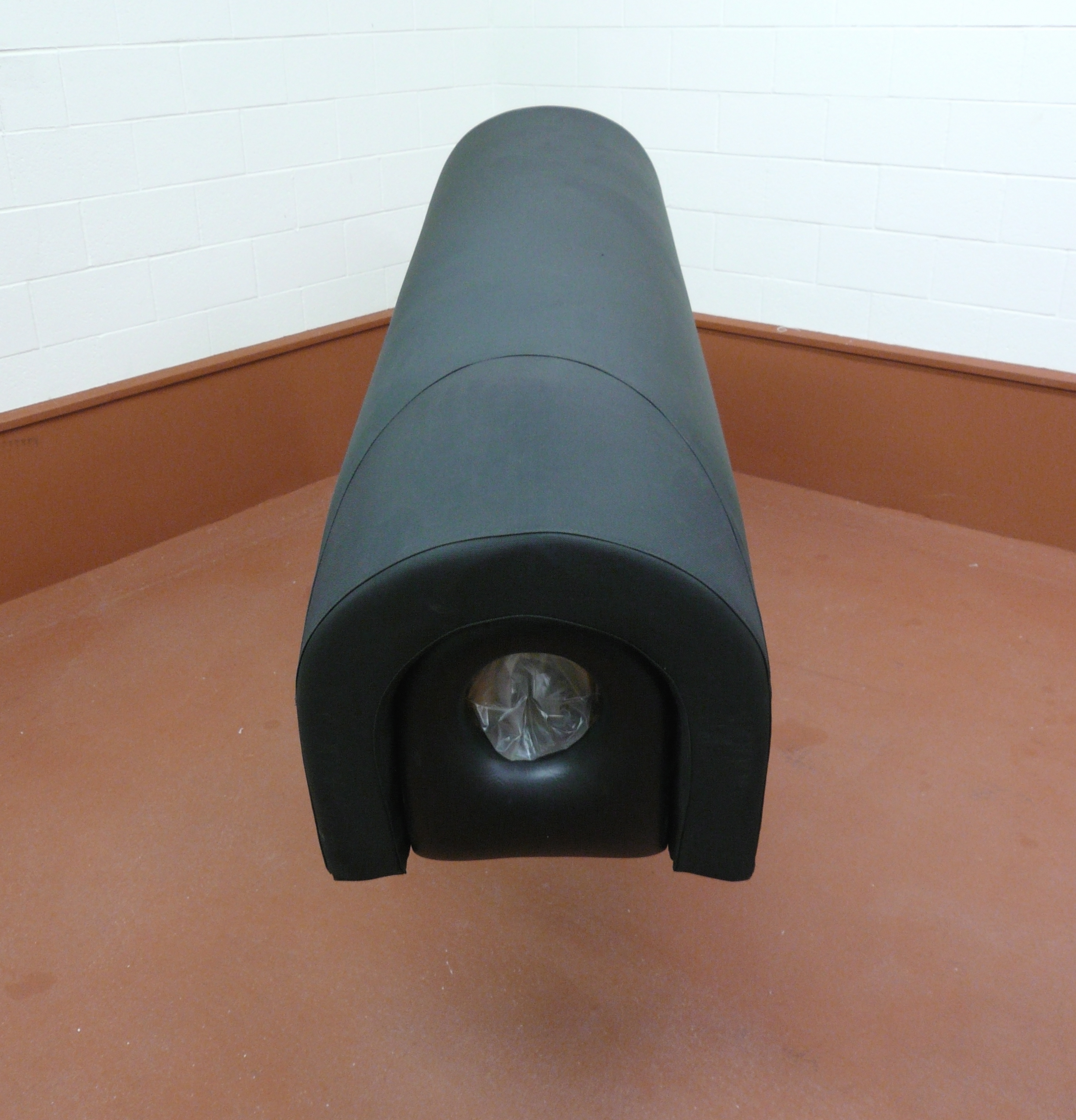
مهبل صناعي حيواني يستعمل لجمع المني من الحصان لأغراض التلقيح الصناعي

## الاستعمال الطبي البيطري
جهاز محاكاة طبي بدقة بحيث يقلد تشريح مهبل الحيوان. وعادة ما تستخدم لجمع المني من مختلف الأنواع مثل الأبقار والخيول والأغنام والماعز والأرانب والكلاب والقطط. والمهابل الاصطناعية تستخدم على نطاق واسع في مزارع الأبقار والحمير للتلقيح الاصطناعي ولتجميع السائل المنوي الحيواني.

## الاستعمال كلعبة جنسية

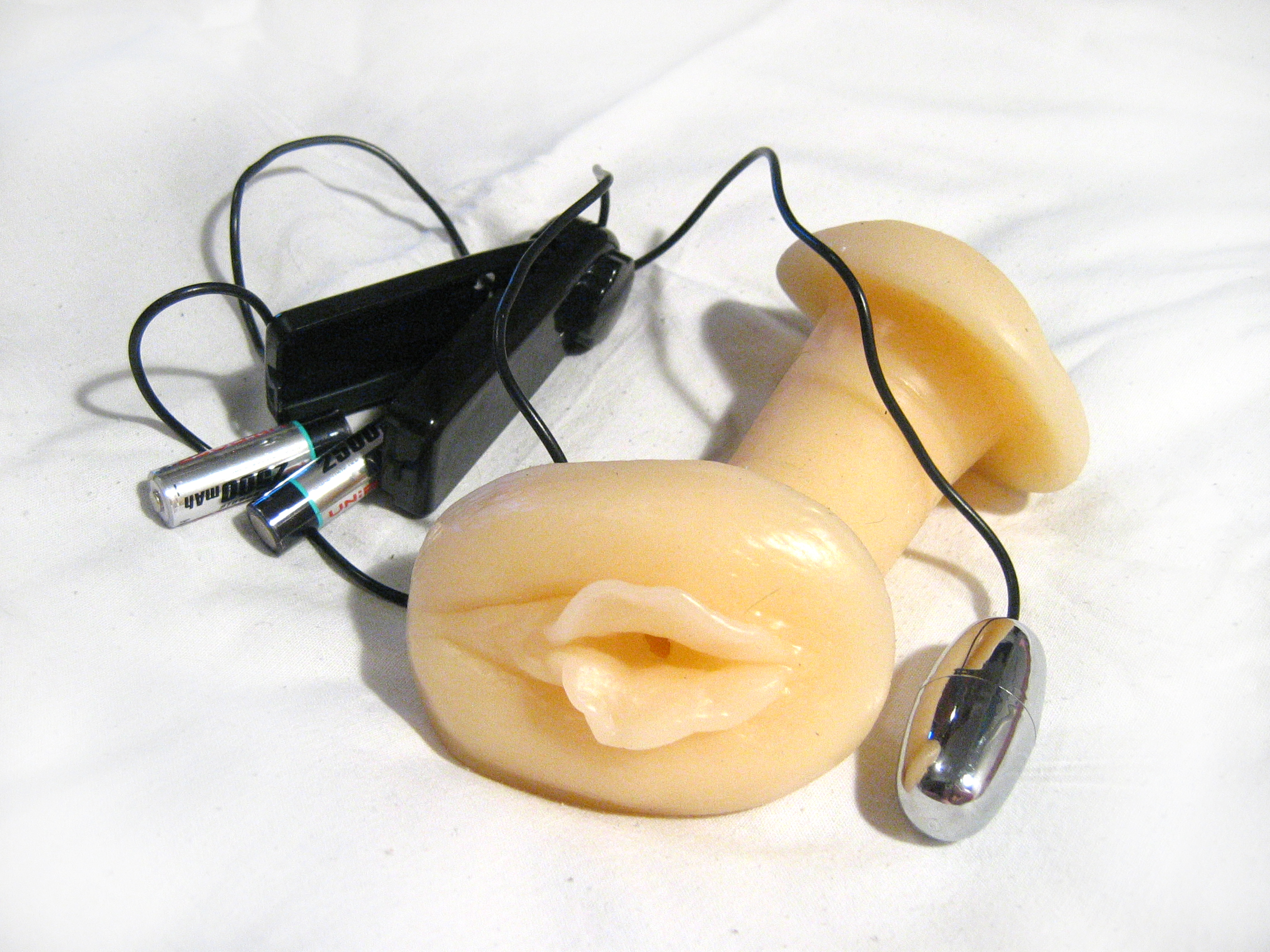
مهبل صناعي

قد يستخدم المهبل الاصطناعي لأغراض جنسية لتحفيز الاستمناء وهو مصمم لمحاكاة الجماع الحقيقي.

### الأنواع
قد يكون فيه أجزاء متحركة لزيادة التحفيز والمحاكاة بدقة للمهبل الحقيقي. وقد تصنع مهابل شرجية بالنسبة للذين يفضلون الجنس الشرجي.

### المواد المستخدمة
المواد المستخدمة في تصنيع المهابل الاصطناعية المرنة لاستيعاب أي قضيب من أي حجم. وهي تكون عادة من المطاط أو الكلوريد متعدد الفينيل أو فوتوروتيتش وبعض المواد المشابهة للمواد الطبيعية. وهذه المهابل تتطلب رعاية خاصة لتجنب تراكم البكتيريا فيها، ويوصي المنتجون لها بارتداء الواقي أثناء الاستخدام والمحافظة على النظافة.